# FBK Games 2021
Die FBK Games 2021 waren eine Leichtathletik-Veranstaltung, die am 6. Juni 2021 im Fanny-Blankers-Koen-Stadion im niederländischen Hengelo stattfand. Die Veranstaltung war Teil der World Athletics Continental Tour und zählte zu den Gold-Meetings, der höchsten Kategorie dieser Leichtathletik-Serie.

## Resultate

### Männer

#### 200 m
| Platz | Athlet              | Land | Zeit (s) |
| ----- | ------------------- | ---- | -------- |
| 1     | Isaac Makwala       | BOT  | 20,37    |
| 2     | Fausto Desalu       | ITA  | 20,63    |
| 3     | Christophe Lemaitre | FRA  | 20,79 SB |
| 4     | Taymir Burnet       | NED  | 21,05    |
| 5     | Solomon Bockarie    | NED  | 21,15 SB |
| 6     | Churandy Martina    | NED  | 21,15    |
| 7     | Onyema Adigida      | NED  | 21,30    |
| 8     | Luxolo Adams        | RSA  | DNF      |

Wind: +0,6 m/s

#### 400 m
| Platz | Athlet               | Land | Zeit (s) |
| ----- | -------------------- | ---- | -------- |
| 1     | Fred Kerley          | USA  | 44,74 SB |
| 2     | Jochem Dobber        | NED  | 45,51    |
| 3     | Liemarvin Bonevacia  | NED  | 45,77    |
| 4     | Zakithi Nene         | RSA  | 45,87    |
| 5     | Ricky Petrucciani    | SUI  | 45,94    |
| 6     | Matthew Hudson-Smith | GBR  | 46,17    |
| 7     | Karol Zalewski       | POL  | 46,48 SB |
| 8     | Terrence Agard       | NED  | 47,65    |

#### 800 m
| Platz | Athlet                   | Land | Zeit (min) |
| ----- | ------------------------ | ---- | ---------- |
| 1     | Mateusz Borkowski        | POL  | 1:47,02    |
| 2     | Benjamin Robert          | FRA  | 1:47,15    |
| 3     | Elliot Giles             | GBR  | 1:47,22 SB |
| 4     | Daniel Rowden            | GBR  | 1:47,24    |
| 5     | Kyle Langford            | GBR  | 1:47,60    |
| 6     | Saúl Ordóñez             | ESP  | 1:47,65    |
| 7     | Tony van Diepen          | NED  | 1:47,86    |
| 8     | Eliott Crestan           | BEL  | 1:48,15    |
| 9     | Guy Learmonth            | GBR  | 1:48,50    |
| 10    | Djoao Lobles             | NED  | 1:48,65    |
|       | Jewhen Huzol (Pacemaker) | UKR  | DNF        |

#### 1500 m
| Platz | Athlet                     | Land | Zeit (min) |
| ----- | -------------------------- | ---- | ---------- |
| 1     | Jake Wightman              | GBR  | 3:34,67 SB |
| 2     | Abel Kipsang               | KEN  | 3:35,63}   |
| 3     | Jesús Gómez                | ESP  | 3:35,70 SB |
| 4     | Charles Cheboi Simotwo     | KEN  | 3:35,81    |
| 5     | Ismael Debjani             | BEL  | 3:36,01 SB |
| 6     | Ronald Kwemoi              | KEN  | 3:36,11 SB |
| 7     | Ignacio Fontes             | ESP  | 3:36,90    |
| 8     | Piers Copeland             | GBR  | 3:37,62 SB |
| 9     | Simon Denissel             | FRA  | 3:37,94    |
| 10    | István Szögi               | HUN  | 3:38,05    |
| 11    | Bram Anderiessen           | NED  | 3:38,34    |
| 12    | Ronald Musagala            | UGA  | 3:38,69    |
| 13    | Charlie Da’Vall Grice      | GBR  | 3:38,95    |
| 14    | Mahadi Abdi-Ali            | NED  | 3:39,87    |
| 15    | Luke McCann                | IRL  | 3:41,48    |
| 16    | Isaac Kimeli               | BEL  | 3:45,50    |
| 17    | Richard Douma              | NED  | 3:45,62    |
|       | Mounir Akbache (Pacemaker) | FRA  | DNF        |

#### 110 m Hürden
| Platz | Athlet                  | Land | Zeit (s) |
| ----- | ----------------------- | ---- | -------- |
| 1     | Omar McLeod             | JAM  | 13,08 SB |
| 2     | Devon Allen             | USA  | 13,32    |
| 3     | Wilhem Belocian         | HUN  | 13,34 SB |
| 4     | Koen Smet               | NED  | 13,50 PB |
| 5     | Aurel Manga             | FRA  | 13,55    |
| 6     | David King              | GBR  | 13,57    |
| 7     | Yaqoub Mohamed al-Youha | KUW  | 13,71 SB |
| 8     | Liam van der Schaaf     | NED  | 13,80    |
| 9     | Milan Traikovits        | CYP  | 13,91 SB |

Wind: +1,7 m/s

#### 400 m Hürden
| Platz | Athlet             | Land | Zeit (s) |
| ----- | ------------------ | ---- | -------- |
| 1     | Abderrahman Samba  | QAT  | 48,56    |
| 2     | Yasmani Copello    | TUR  | 48,88 SB |
| 3     | Nick Smidt         | NED  | 49,43 SB |
| 4     | Alessandro Sibilio | ITA  | 49,56    |
| 5     | Ludvy Vaillant     | FRA  | 49,91    |
| 6     | Alastair Chalmers  | GBR  | 50,42    |
| 7     | Ramsey Angela      | NED  | 51,04    |
| 8     | Nout Wardenburg    | NED  | 51,71 SB |

#### Hochsprung
| Platz | Athletin          | Land | Höhe (m) |
| ----- | ----------------- | ---- | -------- |
| 1     | Maksim Nedassekau | BLR  | 2,24 SB  |
| 2     | Brandon Starc     | AUS  | 2,20     |
| 3     | Gianmarco Tamberi | ITA  | 2,20 SB  |
| 4     | Derek Drouin      | CAN  | 2,20     |
| 4     | Donald Thomas     | BAH  | 2,20     |
| 6     | Thomas Carmoy     | BEL  | 2,20     |
| 7     | Douwe Amels       | NED  | 2,20     |
| 8     | Jamal Wilson      | BHS  | 2,20     |
| 8     | Edgar Rivera      | MEX  | 2,20     |
| 10    | Norbert Kobielski | POL  | 2,15     |
|       | Marco Fassinotti  | ITA  | NH       |

#### Stabhochsprung
| Platz | Athletin               | Land | Höhe (m)   |
| ----- | ---------------------- | ---- | ---------- |
| 1     | Armand Duplantis       | SWE  | 6,10 WL MR |
| 2     | Ernest Obiena          | PHI  | 5,80 SB    |
| 3     | Menno Vloon            | NED  | 5,80 SB    |
| 4     | Rutger Koppelaar       | NED  | 5,62       |
| 5     | Thiago Braz            | BRA  | 5,62       |
| 6     | Ben Broeders           | BEL  | 5,62 SB    |
| 7     | Cole Walsh             | USA  | 5,50       |
| 8     | Melker Svärd Jacobsson | SWE  | 5,50 SB    |
| 9     | Pål Haugen Lillefosse  | NOR  | 5,30       |
|       | Harry Coppell          | GBR  | NH         |

#### Weitsprung
| Platz | Athlet                 | Land | Weite (m) |
| ----- | ---------------------- | ---- | --------- |
| 1     | Augustin Bey           | FRA  | 8,16 PB   |
| 2     | Ruswahl Samaai         | RSA  | 8,10      |
| 3     | Chris Mitrevski        | AUS  | 8,04 SB   |
| 4     | Filippo Randazzo       | ITA  | 8,01      |
| 5     | Wladyslaw Masur        | UKR  | 7,99 SB   |
| 6     | Emiliano Lasa          | URU  | 7,98      |
| 7     | Henry Frayne           | AUS  | 7,96      |
| 8     | Arnovis Dalmero        | COL  | 7,81      |
| 9     | Benjamin Gföhler       | SUI  | 7,70      |
| 10    | Sebastian Ree Pedersen | DEN  | 7,63 SB   |

### Frauen

#### 100 m
| Platz | Athlet            | Land | Zeit (s) |
| ----- | ----------------- | ---- | -------- |
| 1     | Dina Asher-Smith  | GBR  | 10,92 MR |
| 2     | Blessing Okagbare | NGR  | 11,02    |
| 3     | Daryll Neita      | GBR  | 11,04 PB |
| 4     | Dafne Schippers   | NED  | 11,15 SB |
| 5     | Ajla Del Ponte    | SUI  | 11,25 SB |
| 6     | Naomi Sedney      | NED  | 11,33 SB |
| 7     | Rani Rosius       | BEL  | 11,44    |
| 8     | Leonie van Vliet  | NED  | 11,60    |
| 9     | N’ketia Seedo     | NED  | 11,67    |

Wind: +0,8 m/s

#### 400 m
| Platz | Athlet                 | Land | Zeit (s) |
| ----- | ---------------------- | ---- | -------- |
| 1     | Cynthia Bolingo Mbongo | BEL  | 51,16    |
| 2     | Laviai Nielsen         | GBR  | 51,44 SB |
| 3     | Lieke Klaver           | NED  | 51,46 SB |
| 4     | Lada Vondrová          | CZE  | 52,00 SB |
| 5     | Phil Healy             | IRL  | 52,58    |
| 6     | Lisanne de Witte       | NED  | 52,59 SB |
| 7     | Aauri Bokesa           | ESP  | 52,89    |
| 8     | Eva Hovenkamp          | NED  | 54,15    |

#### 800 m
| Platz | Athlet                      | Land | Zeit (min) |
| ----- | --------------------------- | ---- | ---------- |
| 1     | Jemma Reekie                | GBR  | 2:00,77    |
| 2     | Laura Muir                  | GBR  | 2:00,95    |
| 3     | Ellie Baker                 | GBR  | 2:01,02    |
| 4     | Rénelle Lamote              | FRA  | 2:01,02    |
| 5     | Catriona Bisset             | AUS  | 2:01,85    |
| 6     | Halimah Nakaayi             | UGA  | 2:02,52    |
| 7     | Adelle Tracey               | GBR  | 2:02,63    |
| 8     | Hanna Green                 | USA  | 2:02,68    |
| 9     | Hedda Hynne                 | NOR  | 2:02,92    |
| 10    | Elise Vanderelst            | BEL  | 2:03,18    |
| 11    | Britt Ummels                | NED  | 2:03,50    |
| 12    | Bregje Sloot                | NED  | 2:04,34    |
|       | Souliath Saka (Pacemakerin) | BEN  | DNF        |

#### 10.000 m
| Platz            | Athlet                     | Land | Zeit (min)     |
| ---------------- | -------------------------- | ---- | -------------- |
| 1                | Sifan Hassan               | NED  | 29:06,82 WR MR |
| 2                | Irine Jepchumba Kimais     | KEN  | 30:37,24 PB    |
| 3                | Daisy Cherotich            | KEN  | 30:37,31 PB    |
| 4                | Joyce Tele                 | KEN  | 30:59,01 PB    |
| 5                | Gloriah Kite               | KEN  | 31:13,04 PB    |
| 6                | Mercyline Chelangat        | UGA  | 31:15,05 PB    |
| 7                | Dominique Scott-Efurd      | RSA  | 31:19,89 PB    |
| 8                | Brillian Jepkorir Kipkoech | KEN  | 31:46,17 SB    |
| 9                | Genevieve Gregson          | AUS  | 32:11,89       |
| 10               | Camille Buscomb            | NZL  | 32:12,39 SB    |
| 11               | Mekdes Woldu               | ETH  | 32:44,42       |
| 12               | Isobel Batt-Doyle          | AUS  | 32:52,25       |
|                  | Jackline Chepwogen Rotich  | KEN  | DNF            |
| Sarah Lahti      | SWE                        | DNF  |                |
| Rose Davies      | AUS                        | DNF  |                |
| Diane van Es     | NED                        | DNF  |                |
| Andrea Seccafien | CAN                        | DNF  |                |

#### 100 m Hürden
| Platz | Athlet                | Land | Zeit (s) |
| ----- | --------------------- | ---- | -------- |
| 1     | Jasmine Camacho-Quinn | PUR  | 12,44 MR |
| 2     | Pia Skrzyszowska      | POL  | 12,80 PB |
| 3     | Elisa Di Lazzaro      | ITA  | 13,00    |
| 4     | Zoë Sedney            | NED  | 13,02 PB |
| 5     | Megan Tapper          | JAM  | 13,05    |
| 6     | Cyréna Samba-Mayela   | FRA  | 13,11 SB |
| 7     | Sharona Bakker        | NED  | 13,16    |
| 8     | Anne Zagré            | BEL  | 13,22    |
| 9     | Eefje Boons           | NED  | 13,52    |

Wind: +0,5 m/s

#### 400 m Hürden
| Platz | Athlet              | Land | Zeit (s) |
| ----- | ------------------- | ---- | -------- |
| 1     | Femke Bol           | NED  | 54,33 MR |
| 2     | Hanna Ryschykowa    | UKR  | 54,59 SB |
| 3     | Wenda Nel           | RSA  | 55,25    |
| 4     | Emma Zapletalová    | SVK  | 55,29 SB |
| 5     | Sara Slott Petersen | DEN  | 55,55 SB |
| 6     | Lina Nielsen        | GBR  | 55,76    |
| 7     | Paulien Couckuyt    | BEL  | 56,70    |
| 8     | Tia-Adana Belle     | BAR  | 57,19    |

#### Diskuswurf
| Platz | Athletin             | Land | Weite (m) |
| ----- | -------------------- | ---- | --------- |
| 1     | Yaimé Pérez          | CUB  | 65,61     |
| 2     | Sandra Perković      | HRV  | 65,80     |
| 3     | Liliana Cá           | POR  | 65,07     |
| 4     | Denia Caballero      | CUB  | 62,46     |
| 5     | Mélina Robert-Michon | FRA  | 58,88     |
| 6     | Daria Zabawska       | POL  | 58,29     |
| 7     | Kathrine Bebe        | DEN  | 55,30     |
| 8     | Alida van Daalen     | NED  | 55,17     |
| 9     | Corinne Nugter       | NED  | 52,21     |